# Vicky, el viking
Vicky, el viking (originalment en anglès, Vic the Viking) és una sèrie de televisió animada de la corporació australiana ABC, que va començar a emetre's a Network 10 el juliol de 2013 i va continuar a Eleven el 9 de novembre de 2013. Es va basar en la sèrie d'anime de 1974-1975 Wickie, el víking. Va tenir 39 episodis per a un total de 78 segments, i va acabar el 2014. Es va estrenar el 23 de desembre de 2016 al Canal Super3. També s'ha doblat al valencià per a À Punt.
Els protagonistes són en Vicky, un nen viking fràgil i enginyós; el seu pare Halvar, capità dels Drakkar i cap electe de 'Flake', el seu poble natal, i els vilatans, principalment els altres tripulants del saqueig. L'enemic jurat de Halvar és el canalla capità Sven i la seva tripulació incompetent, però la majoria dels episodis tenen altres antagonistes.